# Hook Norton
Hook Norton is een civil parish in het bestuurlijke gebied Cherwell, in het Engelse graafschap Oxfordshire met 2117 inwoners.
De plaats is voornamelijk bekend vanwege de stoombierbrouwerij Hook Norton Brouwerij.